# Sportåret 1784

## Händelser

### Boxning
- Mars

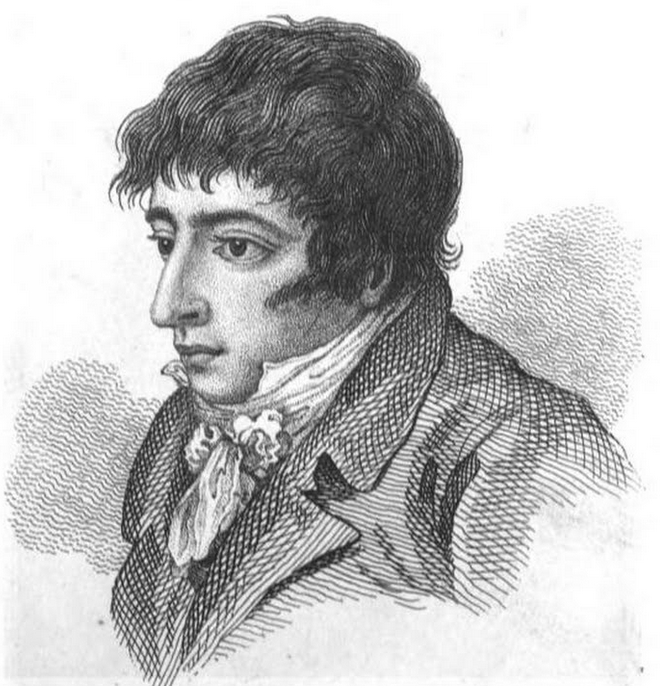
Daniel Mendoza.

  - Tom Johnson besegrar Croydon Drover i London i en match som eventuellt avser den engelska mästerskapstiteln i tungvikt. Matchen varar i 27 minuter.[1]
  - Daniel Mendoza besegrar Tom Tyne i Croydon. Matchen varar i en timme.[2]

- Juni – Tom Johnson besegrar Stephen "Death" Oliver i Blackheath i en match som eventuellt avser den engelska mästerskapstiteln i tungvikt. Matchen varar i 35 minuter.[1]

- Okänt datum
  - Daniel Mendoza möter William Bryan i Islington. Matchen varar i 30 minuter och slutar oavgjord.[2]
  - Daniel Mendoza besegrar Harry Davis i Mile End. Matchen varar i en timme och 50 minuter över 40 ronder.[2]